# Quercus iltisii
Espèce
Quercus iltisii est une espèce d'arbres du sous-genre Quercus et de la section Lobatae. L'espèce est présente au Mexique.